# Ivan Ninčević
Ivan Ninčević (Zára, 1981. november 27. –) olimpiai bronzérmes horvát válogatott kézilabdázó.

## Pályafutása

### Klubcsapatokban
Ivan Ninčević tizenöt éves korában kezdett kézilabdázni. Tizennyolc évesen került az RK Zagreb csapatához. Ötször nyert a csapattal horvát bajnokságot és kupát. 2005-ben a német HSG Niesetal-Staufenberg, majd egy évvel később a Stralsunder HV csapatához szerződött. Utóbbi klubnál 2009 nyaráig játszott, lejáró szerződését pénzügyi okok miatt nem hosszabbították meg. a 2008-09-es Bundesliga-szezonban 31 találkozón 200 gólt szerzett, ezzel negyedik lett a góllövő listán. 2009 októberében az akkor másodosztályú RK Zadarhoz írt alá. 2010 januárjában a Füchse Berlin szerződtette. Itt három szezont töltött, pályára lépett a Bajnokok Ligájában is. A 2012-2013-as szezonban súlyos fejsérülést szenvedett a HSV Hamburg elleni bajnokin, ami miatt az idény hátralevő részét ki kellett hagynia. 2013 nyarán a fehérorosz Dinama Minszk, egy évvel később a török Beşiktaş játékosa lett.

### A válogatottban
Iván Ninčević a horvát válogatottban 65 mérkőzésen 96 gólt szerzett. Tagja volt a hazai rendezésű, 2009-es világbajnokságon ezüstérmes csapatnak. A 2012-es londoni olimpián bronzérmet szerzett, csakúgy, mint az egy évvel későbbi világbajnokságon. 

## Magánélete
Ninčević nős, felesége Marija, akivel két közös gyermeke született; Luka Gabriel (2007) és Lovre (2012).

## Sikerei, díjai
Zagreb
- Horvát bajnok (5): 2000-01, 2001–02, 2002–03, 2003–04, 2004–05
- Horvát kupagyőztes (5): 2001, 2002, 2003, 2004, 2005
- Kupagyőztesek Európa-kupája-döntős (1): 2005